# 梅林镇 (五华县)
梅林镇，是中华人民共和国广东省梅州市五华县下辖的一个乡镇级行政单位。

## 行政区划
梅林镇下辖以下地区：
梅林社区、新成村、福新村、金坑村、福塘村、梅北村、琴口村、新塘村、黄沙村、上再村、华光村、招田村、梅南村、三乐村、优河村、梅林村、梅东村、尖山村和宣优村。